# Universidade Federal do Oeste da Bahia

Mapa dos municípios com campi (Barreiras na cor mais escura e outros três municípios mais claros).

A Universidade Federal do Oeste da Bahia (UFOB) é uma instituição de ensino superior pública, sediada na cidade de Barreiras, Bahia.
A UFOB é resultado do desmembramento do campus de Barreiras da Universidade Federal da Bahia (UFBA). Foi anunciada em agosto de 2011 e finalmente sancionada pela lei nº 12.825 de 5 de junho de 2013.
Enquanto o Instituto das Ciências Ambientais e Desenvolvimento Sustentável da Universidade Federal da Bahia, como Campus de Barreiras da UFBA, oferece cursos de graduação em Engenharia Sanitária e Ambiental, Geografia (Lic.e Bach.), Geologia, Química (Lic. e Bach.), Engenharia Civil, Matemática (Lic. e Bach.), Ciências Biológicas (Lic. e Bach.), História (Lic. e Bach.), Administração, Bacharelado Interdisciplinar em Ciência e Tecnologia (BICeT), Bacharelado Interdisciplinar em Humanidades (BIHU) Direito, e, Medicina.
A UFOB tem em seu formato original a implantação de quatro campi nas cidades baianas de Barreiras, Bom Jesus da Lapa, Barra e Luís Eduardo Magalhães. Depois de grande mobilização dos moradores da Bacia do Rio Corrente foi incluído um câmpus em Santa Maria da Vitória.
Em 9 de setembro de 2014, foi dada a abertura do semestre letivo, que marcou o início da implantação de doze novos cursos que passaram a ser oferecidos nas cidades-sede da instituição.

## História
O projeto de lei que criou a Universidade Federal do Oeste da Bahia foi sancionado no dia 05 de junho de 2013 pela presidenta Dilma Roussef.  A cerimônia de assinatura dos documentos aconteceu no Palácio do Planalto, em Brasília com a presença de várias autoridades como o Ministro da Educação, Aloizio Mercadante, o governador da Bahia, Jaques Wagner e a Reitora da Universidade Federal da Bahia, Profª. Drª. Dora Leal Rosa, pois a UFBA é a tutora no processo de implantação da UFOB.
A Universidade tem sede em Barreiras (Reitoria e Campus Reitor Edgard Santos), com campi nos municípios de Bom Jesus da Lapa, Barra, Santa Maria da Vitória e Luís Eduardo Magalhães.

### Reitoriapro tempore
No dia 1 de julho de 2013, o  Ministro da Educação Aloísio Mercadante  nomeou a Profª. Drª. Iracema Santos Veloso como Reitora pro tempore da UFOB. Professora da Escola de Nutrição da UFBA e Pesquisadora do Programa Integrado em Saúde Ambiental e do Trabalhador, Iracema Veloso é graduada em Nutrição com mestrado e doutorado em Saúde Pública pelo Instituto de Saúde Coletiva da Universidade Federal da Bahia. Ainda na UFBA, foi Diretora da Faculdade de Nutrição e Pró-Reitora de Planejamento.
No dia 18 de julho, foi realizada a oficialização da instalação da UFOB, em uma reunião da congregação com o objetivo de recepcionar a professora Iracema Veloso que foi empossada como reitora pro tempore da nova universidade.  Ao lado da nova reitora, como vice-reitor, foi nomeado o diretor do antigo Instituto das Ciências Ambientais e Desenvolvimento Sustentável da Universidade Federal da Bahia (ICADS), Prof. Dr. Jacques Antônio de Miranda.    

## Cursos de graduação porcampi
A UFOB possui 30 cursos de graduação, disponibilizando 1124 vagas para ingresso por ano. O Exame Nacional do Ensino Médio (ENEM), por meio do Sistema de Seleção Unificada (SISU), é a única forma de seleção de estudantes para esses cursos, além da seleção interna de alunos dos Bacharelados Interdisciplinares (essa modalidade de bacharelado fornece uma formação generalizada em determinada área para posteriormente, a critério de escolha do estudante, prosseguir em algum curso vinculado mais específico ou não. O estudante adquire o diploma superior mesmo que não escolha outro curso ao final do primeiro ciclo).
| Barra - Agronomia - Medicina Veterinária | Barreiras - Administração - Bacharelado Interdisciplinar em Ciência e Tecnologia - Bacharelado Interdisciplinar em Humanidades - Ciências Biológicas - Direito - Engenharia Civil - Engenharia Sanitária e Ambiental - Farmácia - Física - Geografia - Geologia - História - Matemática - Medicina - Nutrição - Química | Bom Jesus da Lapa - Engenharia Elétrica - Engenharia Mecânica | Luís Eduardo Magalhães - Engenharia Biotecnológica - Engenharia de Produção | Santa Maria da Vitória - Artes Visuais - Publicidade e Propaganda |